# Distintivo de la Casa de Su Majestad el Rey (España)
El distintivo de la Casa de Su Majestad el Rey es de uso exclusivo de la institución homónima española. El actual fue creado el 20 de junio de 2014 mediante la modificación del Real Decreto 2157/1977, de 23 de julio, por el que se crea el distintivo de la Casa de su Majestad el Rey.
La descripción oficial del distintivo es la siguiente:

Consistirá en un óvalo de latón cuyo eje mayor, en posición vertical, tendrá treinta y cinco milímetros de longitud y treinta milímetros el eje menor. El anverso estará esmaltado en carmesí, rodeado de un borde dorado de un milímetro de ancho en todo su contorno. En el centro llevará el escudo de Su Majestad el Rey.

El uso del mismo corresponde a todo aquel personal militar de la Casa que no le corresponda reglamentariamente vestir de uniforme del Regimiento de la Guardia Real u ostentar distintivos de destino en el mismo.

## Galería

Distintivo durante el reinado de Juan Carlos I (1975-2014)